# Paranthura lifuensis
Paranthura lifuensis is een pissebed uit de familie Paranthuridae. De wetenschappelijke naam van de soort is voor het eerst geldig gepubliceerd in 1900 door Thomas Roscoe Rede Stebbing.